# 켈리타 스미스
켈리타 스미스(Kellita Smith, 1969년 7월 11일 ~ )는 미국의 배우이다.